# コカドケンタロウ
コカド ケンタロウ（本名：小門 建太郎（読み同じ）、1978年〈昭和53年〉8月8日 - ）は、日本のお笑い芸人。お笑いコンビ・ロッチのツッコミ、ネタ作り担当。相方は中岡創一。立ち位置は向かって左。ワタナベエンターテインメント所属。大阪NSC14期生。大阪府大阪市出身。A型。身長175cm。体重65kg。

## 経歴
1994年10月、大阪NSCへ14期生として入学。卒業後は「市川塾」というコンビで活動（当時は吉本興業所属、1998年解散）。
その後、吉良博之（元：レトロマニア）、高山和也（元：デモしかし）とトリオ「サタディサンディ」を結成（当初は吉本興業（baseよしもと）所属）。その後「ジャムパン」と改名し、2000年にプロダクション人力舎へ移籍。その後「ギャルソンズ」と改名し、ワタナベエンターテインメントへ移籍。2001年に高山が脱退し（その後「超新塾」の結成を経て、作家に転身）、以降はコンビとして活動。2003年解散。
2005年、の中岡創一（元：3児）と「ロッチ」を結成。ネタ作成を担当している。現在の相方である中岡とは、友達を含めた沖縄旅行をきっかけに意気投合した。
2014年、かねてから悩んでいた滑舌の悪さを改善するための手術を受けたが、そこまで劇的な改善は見られず、未だに滑舌の悪さを弄られている。

## 人物
相方である中岡のポンコツキャラに対して「しっかりした方」と見られることも多いが、コカド本人も天然ボケである。
35歳頃まで、デザートを「ゼザート」と言っていたが、滑舌の悪さも相まって誰にも指摘されずに勘違いしたまま過ごしていた。中岡に指摘されたことでようやく勘違いに気づいたという。反対に、中岡が台風を「だいふう」（濁音）と読んでいることをコカドが指摘した。
愛車はボルボ・240セダン。

## 出演

### テレビドラマ
- おしゃ家ソムリエおしゃ子!2 第7話（テレビ東京、2021年11月20日） - コカドケンタロウ（本人） 役[2]

### バラエティ

#### ギャルソンズとして
- 爆笑オンエアバトル（NHK総合）戦績1勝4敗 最高301KB（これはオフエアの記録であり、オンエアは293KB） - 初挑戦のみトリオ（コカド、吉良、高山）で出場し、それ以降はコンビ（コカド、吉良）で出場している。初オンエアはコンビ時代。

#### ロッチとして
- ネプリーグ　(フジテレビ)
  - 2009年4月13日 若手芸人チーム
  - 2021年8月30日 彼女はキレイだったチーム
  - 2021年10月25日 売れっ子芸人チーム
  - 2022年5月2日 ワタナベエンターテイメントチーム
  - 2023年6月12日 売れっ子芸人チーム
  - 2023年7月31日 関西芸人チーム
  - 2024年4月8日 芸人チーム
  - 2024年8月19日 クセあり芸人チーム
  - 2024年11月11日 ワタナベエンターテイメントチーム
- 相葉マナブ（テレビ朝日、2013年4月21日 - 2015年12月6日）サポートメンバーとして不定期出演。
- タモリ倶楽部（テレビ朝日）不定期出演。
- 七人のコント侍（NHK BSプレミアム）
  - 第5期（2014年1月 - 3月）
  - 第7期（2014年8月 - 11月）
- 天才てれびくんYOU（NHK Eテレ、2017年度 - 2019年度）現地調査員「コカド8段」として出演。
- ちょっと福岡行ってきました!（2018年 - 、TVQ九州放送）- 旅人（不定期出演）
- 勝ち抜き!女子ゴルフ大戦（BS-TBS、2019年10月12日 - 2020年10月25日）
- ゴルフ3キングダム 女子No.1チーム決定戦（BS-TBS、2020年10月11日 - 2021年9月26日）
- ポップUP!（フジテレビ、2022年）木曜コーナー「かしこく捨ててかしこく儲ける! おうちデトックス」のレポーターとして不定期出演。
- 土スタ（NHK総合、2024年4月6日 - ） - MC（コカド、木村昴、松丸亮吾の3人が週替わりで担当）[3]

### 映画
- あの頃。（2021年2月19日公開、ファントム・フィルム）- イトウ 役[4]

### CM
- 日本コカ・コーラ 綾鷹 特選茶「トクホの綾鷹・だけ」篇 (2020年4月7日 - ) - 吉岡里帆と共演[5][6]

### ラジオ
- インバウンドおもてなし講座 タイ編(NHKラジオ第2放送、2024年3月25日 - 3月29日)  - 全5回
- 思いを伝えるタイ語（NHKラジオ第2放送、2024年8月12日 - 8月16日)  - 全5回

### ラジオドラマ
- FMシアター「おかんの結婚 僕の結婚」（2021年6月12日、NHK-FM） - 雄大 役[7]

## 書籍

### 雑誌連載
- 『COTTON TIME』（コットンタイム）2024年11月号[8]
- 『POPEYE Web』（ポパイウェブ）（2024年11月13日 - ） - 1か月限定の週1寄稿コラム[9]

### 著書
- コカドとミシン（2024年11月27日、ワニブックス）ISBN 978-4-8470-7509-4[10]